# Unió de Corts Islàmiques de Somàlia

Bandera

La Unió de Corts Islàmiques, UCI (somali: Midowga Maxkamadaha Islaamiga; àrab: اتحاد المحاكم الإسلامية, Ittiḥād al-maḥākim al-islāmiyya) fou un grup de tribunals islàmics que aplicaven la xara que es van unir per formar un govern rival del Govern Federal de Transició de Somàlia. El seu cap fou Sharif Sheikh Ahmed. També fou coneguda com a Consell Suprem de les Corts Islàmiques (SICC).

## Història
Després de la desaparició del govern central el 1991, el sistema de llei islàmica o xara aplicat pels tribunals o corts islàmiques, va esdevenir el principal sistema judicial al país. Els judicis eren pagats pels litigants. Les corts van començar a donar serveis com educació i sanitat, van crear forces policials i van rebre subvencions dels homes de negocis per controlar el crim. Es va crear un comitè per intercanviar criminals entre diverses corts (Ifka Halan, Circolo, Warshadda i Hararyaale) i van integrar les seves forces de seguretat. El 1999 s'havien reforçat considerablement i van començar a crear una milícia, que l'abril del 1999 va agafar el control del principal mercat de Mogadiscio i el juliol va dominar la carretera de Mogadiscio a Afgooye. Aquest sistema de govern sota control de jutges és conegut com a critocràcia. En aquest temps van començar a rebre ajut del govern d'Eritrea. juntament amb rebels etíops com el Front Nacional d'Alliberament de l'Ogaden. L'ajut eritreu fou finalment admès per les corts. although no mention of troops or advisers was made. After the Somali transitional government defeated the Islamists and took Mogadishu, the Somali Prime Minister alleged Eritrean soldiers were captured in Mogadishu. També es va detectar la presència de combatents àrabs. Alguns van tractar de penetrar a Puntland però foren expulsats cap a Somalilàndia. Estats Units va dir que algun dels combatents estava implicat en els atemptats contra la seva ambaixada a Kenya el 1988, i almenys un combatent capturat fou traslladat presoner a la base de Guantanamo
El 2000 les diverses corts van formar la Unió de Corts Islàmiques per concentrar i consolidar recursos i unificar criteris, sense considerar la divisió per clans. encara que tenien molta força entre el clan hawiye. Progressivament van entrar en conflicte amb els senyors de la guerra principalment de Mogadiscio, que eren seculars. Els senyors de la guerra de Mogadiscio van formar llavors (vers 2005) l'Aliança per la Restauració de la Pau i Contra el Terrorisme que va rebre suport americà. El conflicte entre les dues parts es va endurir el 2006. El febrer del 2006 les corts van decidir unificar els seus efectius armats. Les corts tenien el suport del senyor de la guerra Yusuf "Indho Ade" Mohamed Siad que dominava Shabeellaha Hoose i va ser nomenat com a cap de defensa de les corts. El maig va començar una escalada que va acabar el 5 de juny del 2006 amb la conquesta de Mogadiscio pels islamistes que dominaven la ciutat el dia 6 i el territori a l'entorn en 100 km i que els senyors de la guerra havien fugit, molts cap a Jowhar. Jowhar fou ocupada el 14 de juny. Els islamistes es van apoderar d'importants quantitats de material. El 15 de juliol es va reobrir (després d'estar tancat més d'11 anys) l'aeroport de Mogadiscio, ciutat que fou netejada (20 de juliol). L'agost van arribar a Harardhere i Hobyo sense trobar oposició. El 25 d'agost es va reobrir el port que estava tancat feia uns deu anys. El setembre les corts es van apoderar de Kismaayo on van entrar el dia 24. El 5 d'octubre es va formar la Cort Suprema Islàmica de Banaadir dissolent totes les corts dels clans. La Suprema cort de Banaadir estava formada pels més veterans jutges de tot el país i tenia encarregades totes les decisions sobre política exterior i militars; el president fou Sharif Sheikh Ahmed i Abdirahman Janaqow el vicepresident. Una shura consultiva dirigida pel xeic Hassan Aweys havia d'aprovar les decisions de la Cort Suprema i, per tant, constituïa el poder real dins les corts. Per sota del Consell Suprem i de la Shura i havia les corts regionals, encarregades dels afers diaris de justícia i llei, amb gran independència de manera que les regulacions podien variar d'un lloc a altre. Sharif Sheikh Ahmed era considerat un moderat i Aweys un radical sospitós de terrorisme, per ser l'antic cap d'al-Itihaad al-Islamiya (AIAI). Un dels líders, Adan Hashi Ayro, es diu que fou entrenat a Afganistan per Al-Qaeda.
Només Somalilàndia, Puntland i zones de Bay, Bakool i Gedo quedaven fora del seu control. El desembre del 2006 van ser derrotats a la batalla de Baidoa (20 a 22 de desembre) i la de Mogadiscio (27 a 29 de desembre) entre d'altres. Retirats a Kismaayo van ser derrotats a Jilib (31 de desembre) i es van replegar a la frontera amb Kenya (1 de gener del 2007) per seguir una guerra de guerrilla. Després del dia 27 de desembre del 2006 els caps de l'organització xeics Hassan Dahir Aweys, Sharif Sheikh Ahmed i Abdirahman Janaqow van renunciar i van fer una crida a parar la lluita, decisió no acceptada per la branca dels joves.
El gener del 2007 les restes dels milicians havien iniciat una guerra de guerrilles a la Vall del Juba. Perseguits pels etíops i els seus aliats cap a Ras Kamboni (ajudats pels kenyans i vaixells i avions americans) van ser derrotats. Els americans van declarar haver matat a alguns sospitosos de ser membres d'Al-Qaida com Fazul Abdullah Mohammed, i als líders de les corts Abduallahi Moalim Ali i Abdirahman Janaqow. Quant al primer, la informació va resultar ser errònia.
Després de la caiguda de Mogadiscio i Kismaayo molts milicians van passar a la clandestinitat i van començar a atacar a les tropes etíops. Es va crear llavors el Moviment de Resistència Popular a la Terra de les Dues Migracions (MRP). Les corts van seguir existint, ja que cada cort era un jutjat de la llei islàmica que aplicava justícia a la seva comarca, i simplement va desaparèixer la coordinació 

### Hizbul Shabaab o Al-Shabaab
Al-Shabaab (Hizbul Shabaab) fou l'ala jove de les corts, encara que de fet una organització independent. Els seus membres eren més radicals que les corts i les seves milícies actuaven com una mena de forces especials de les corts. Alguns incidents de radicalitat van desprestigiar la imatge de les corts, tot i que aquestes els van condemnar.

### Relacions amb altres grups
Excepte Somalilàndia que va mantenir la neutralitat, tota la resta de grups somalis es van oposar a les corts, especialment els més forts: Puntland al nord i el Govern Federal de Transició i l'Aliança de la Vall del Juba al sud. Es va crear l'estat de Galmudug per aturar la progressió de les corts.
Després de la victòria de les Corts el Govern de Transició a Baidoa va demanar una missió de la Unió Africana (que seria coneguda com a IGASOM, però les corts s'hi van oposar. El primer ministre Ali Mohammed Ghedi va intentar entrevistar-se amb els líders de les corts. Finalment es va signar un acord conegut com a tractat de Khartum (5 de setembre del 2006) en què es va acordar que el Govern Federal de Transició (GFT) i la Unió de Corts Islàmiques es fusionarien, però la condició era la retirada de les forces etíops que havien entrar a Somàlia, a Baidoa i alguns punts fronterers. El tractat fou doncs paper mullat.

### Corts Islàmiques que van formar la unió
| Nom de la Cort - Localització              | Clan                              | Jutge                                          | Ideologia                |
| ------------------------------------------ | --------------------------------- | ---------------------------------------------- | ------------------------ |
| Cort de Banaadir de retornats              | Varis                             | 11 jutges presidits per Dr. Omar Abdalla Ali   | Varis                    |
| Cort de veredicte a Banaadir               | Varis                             | 12 jutges presidits per Abdirahman Hassan Omar | Varis                    |
| Cort de la regió de Banaadir               | Varis                             | 12 jutges presidits per Dr. Hussein Abdi Elmi  | Varis                    |
| Ifka Halan - Mogadishu, Banaadir           | Hawiye                            | Hassan Dahir 'Aweys'                           | Salafita                 |
| Huruwa - Mogadishu, Banaadir               | Hawiye                            | ?                                              | ?                        |
| Suuq Xoolaha - Mogadishu, Banaadir         | Hawiye                            | ?                                              | ?                        |
| Karan - Mogadishu, Banaadir                | Hawiye                            | ?                                              | ?                        |
| Medina - Mogadishu, Banaadir               | Hawiye                            | ?                                              | ?                        |
| Towfiq - Mogadishu, Banaadir               | Hawiye                            | ?                                              | ?                        |
| SiiSii - Mogadishu, Banaadir               | Hawiye                            | Sharif Sheikh Ahmad                            | Sufi                     |
| Harariyale - Mogadishu, Banaadir           | Hawiye                            | ?                                              | ?                        |
| Dabaqayn - Mogadishu, Banaadir             | Hawiye                            | ?                                              | Salafita                 |
| Polytechnic - Mogadishu, Banaadir          | Reer Shabelle (minoria no somali) | ?                                              | ?                        |
| Gubta - Mogadishu, Banaadir                | ?                                 | Abdalla Ali                                    | Salafita                 |
| Yaqshid - Mogadishu, Banaadir              | Hawiye                            | ?                                              | ?                        |
| Tabuuk - Mogadishu, Banaadir               | Hawiye                            | ?                                              | ?                        |
| Al-Hudaa - Mogadishu, Banaadir             | Shiikhaal                         | ?                                              | ?                        |
| Fabrica de Llet - Mogadishu, Banaadir      | Hawiye                            |                                                |                          |
| Al Bayaan - Mogadishu, Banaadir            | Rahanweyn, Mirifle, Digil-Mirifle | Mohamed Ibrahim Bilal                          |                          |
| Al-Furqan - Mogadishu, Banaadir            | Hawiye                            | Mohamud Mohamed Jimale Warsame 'Agaweyne'      |                          |
| Daynile - Mogadishu, Banaadir              | Hawiye                            | Hussein Janaqow                                |                          |
| Shiirkoole (Circolo) - Mogadishu, Banaadir | Hawiye                            | Abdilkadir Ali Omar                            | Salafita                 |
| ? - Marka, Shabeellaha Hoose               | Hawiye                            | Yusuf Mohamed Siyaad 'Indha Adde'              | ?                        |
| Al-Cadaala - Laascanood, Sool              | Darod                             | Shiikh Axmed Cabdulaahi Shanle                 | ?                        |
| ? - Balad, Shabeellaha Dhexe               | Hawiye                            | Sheikh Yusuf Turhume                           | ?                        |
| ? - Wanlaweyn, Shabeellaha Hoose           | Digil-Mirifle                     | Mahad Mohammed                                 | Liberal                  |
| ? - Beletweyne, Hiraan                     | Hawiye                            | Farah Moallim Mohamud                          | ? (Qutubi?)              |
| ? - Beletweyne, Hiraan                     | Hawiye                            | ?                                              | ?                        |
| ? - Adado, Galgadud                        | Hawiye                            | ?                                              | ?                        |
| Alfaruq - Jalalaqsi, Hiraan                | Hawiye                            | Mohammed Rashid Ibrahim                        | ? (prohibició de fumar,) |
| ? - Afmadow, Jubbada Hoose                 | Darod                             | ?                                              | ?                        |
| ? - Jilib, Jubbada Dhexe                   | Dir                               | Mohamed Omar Mursal                            | ?                        |
| ? - Barawe, Shabeellaha Hoose              | Dir                               | ?                                              | ?                        |
| ? - Jawil, Hiraan                          | Hawiye                            | ?                                              | ?                        |
| ? - Buulo Barde, Hiraan                    | Hawiye                            | Hussein Barre Rage                             | Salafita                 |
| ? - Bur Hakaba, Bay                        | Digil-Mirifle                     | Mustafa Ali Mohammed                           | ?                        |
| ? - Bardhere, Gedo                         | Darod                             | ?                                              | ?                        |
| ? - Galkacyo del sud, Mudug (Galmudug)     | Hawiye                            | Abdullahi Siad Qeyre                           | ?                        |
| ? - Galkacyo del Nord, Mudug (Puntland)    | Darod                             | Ahmed Yusuf                                    | ?                        |
| ? - Kismaayo, Jubbada Hoose                | Darod                             | Hassan Turki                                   | Salafita                 |
| Imamu Shafici - Abudwaq, Galgadud          | Darod                             | Ali Bashir                                     | ?                        |

### Principals líders
- Xeic Hassan Dahir Aweys cap de la shura o consell consultiu i antic cap d'al-Itihaad al-Islamiya (AIAI). Declarat terrorista als Estats Units el novembre del 2001 (Orde Executiva 13224)
- Xeic Sharif Sheikh Ahmed, president del Consell Suprem
- Xeic Hasan Hersi "Al-Turki" antic líder d'Al-Itihaad al-Islamiya (AIAI); també declarat terrorista (la mateixa Orde Executiva 13224)[27]
- Xeic Yusuf Siad Inda'ade (o Inda Ade), antic senyor de la guerra que dominava Shabellaha Hoose des del 2003 al 2006 quan es va aliar a les corts i fou nomenat el seu cap de seguretat.[28] El desembre del 2006 estava fent el pelegrinatge a la Meca
- Xeic Mukhtar Robow àlies "Abu Mansur", segon cap de seguretat, acompanyava el seu cop a La Meca el desembre del 2006. El 2007 va passar a Al-Shabaab.[29]
- Professor Ibrahim Hassan Addow (Mestre i doctor en filosofia) cap d'afers exteriors. Va viure als Estats Units fins al 1999.[30]
- Xeic Fuad Mohamed Qalaf cap del departament de joves i educació. Va viure a Suècia del 1996 al 2006.[31]

### Països que els donaven suport
Informe d'una comissió de l'ONU:
- Djibouti, Djibouti
- Egipte, Egipte
- Eritrea, Eritrea
- Hezbollah (Líban)
- Iran, Iran
- Líbia, Líbia
- Saudi Arabia, Aràbia Saudita
- Syria, Síria

## Mapes de la situació militar

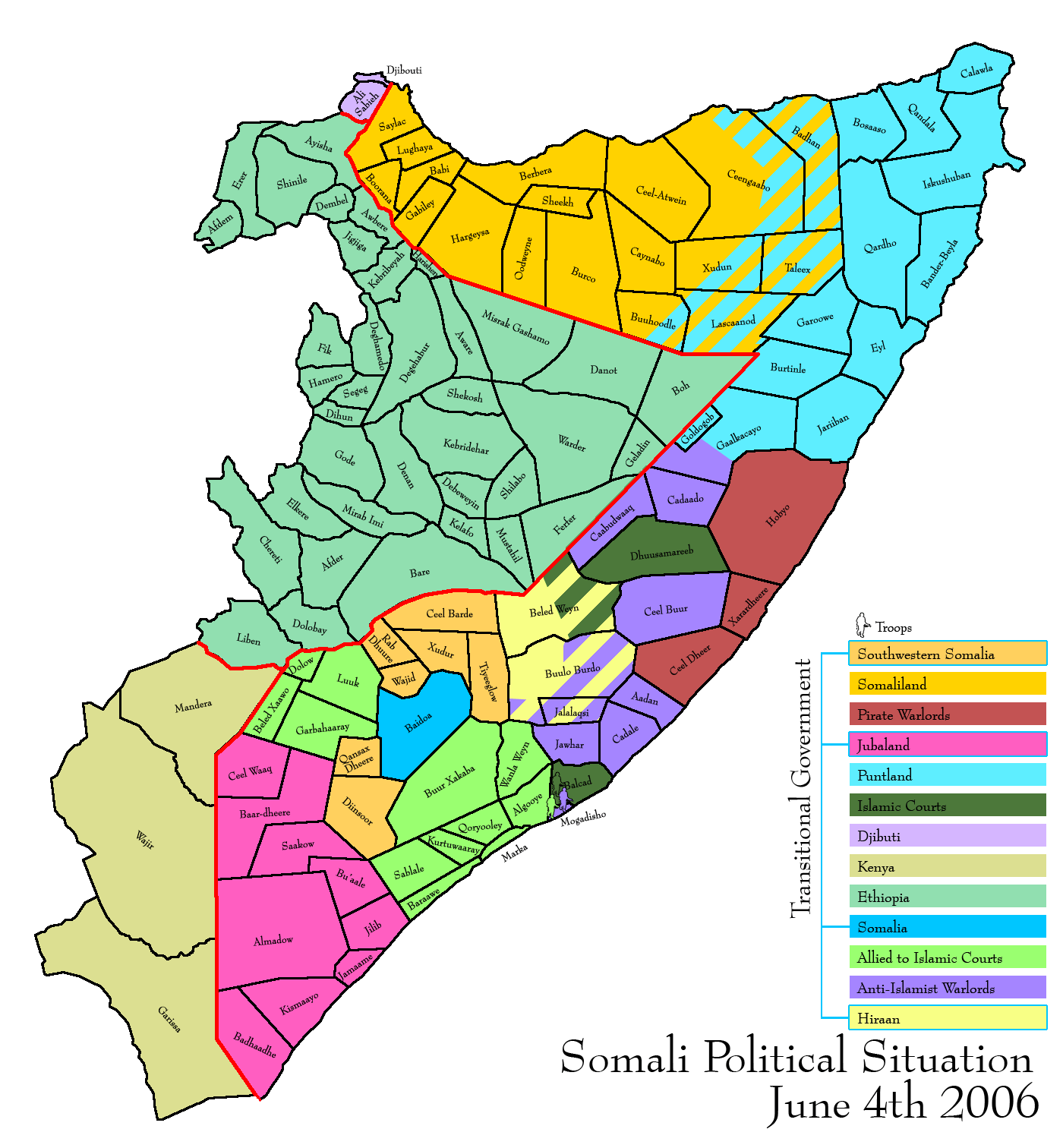
4 de juny del 2006
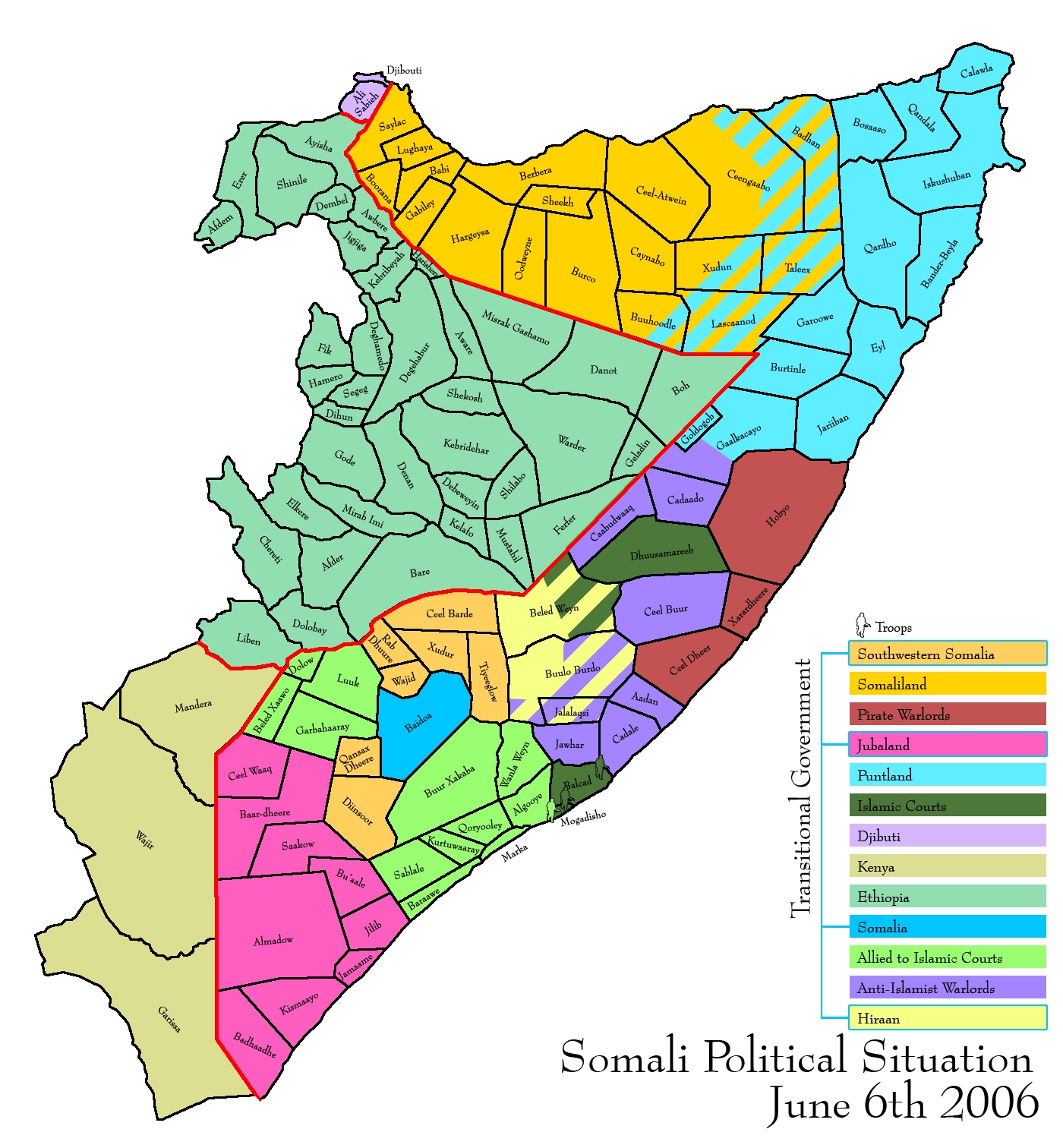
16 de juny del 2006
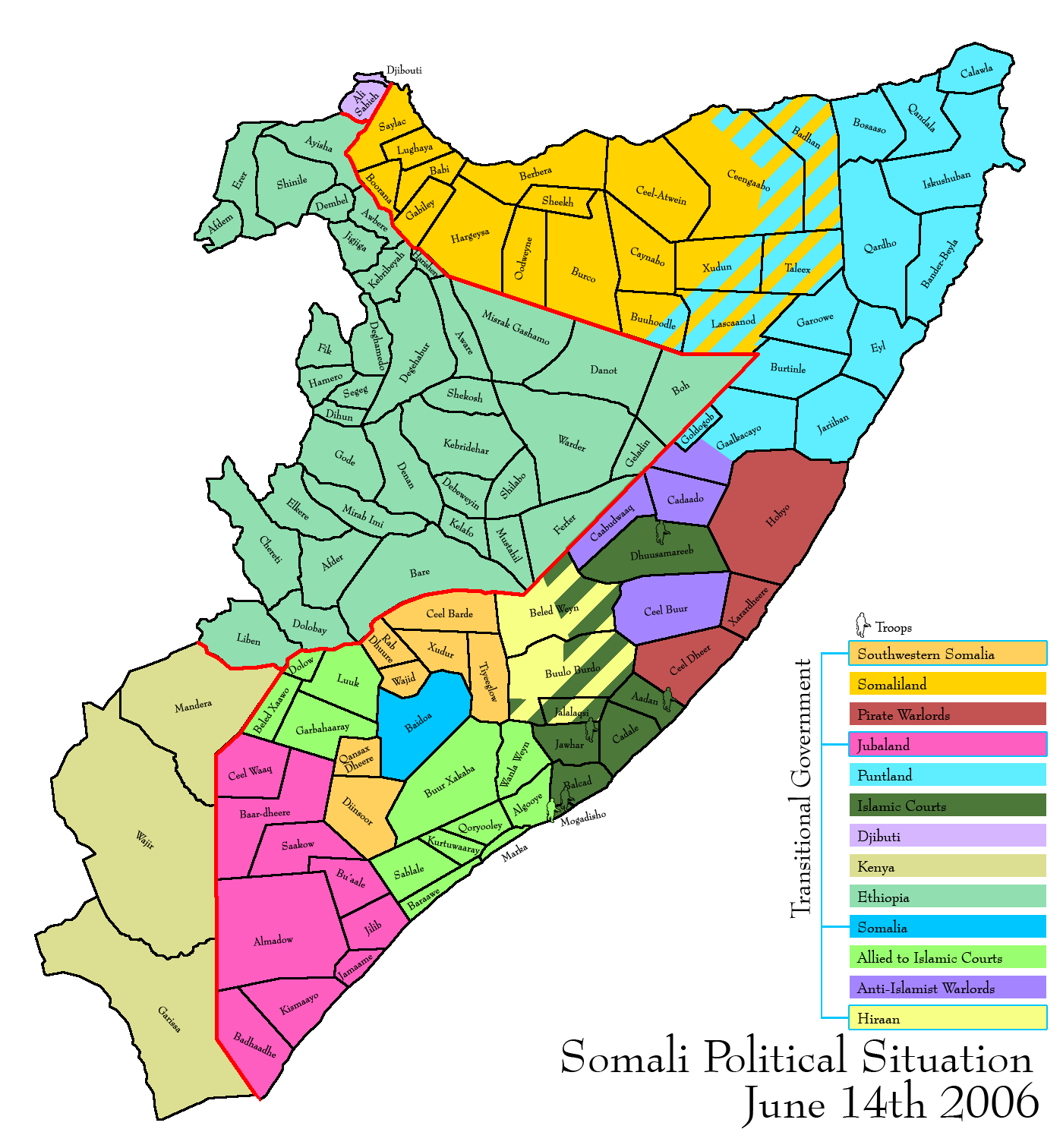
14 de juny del 2006
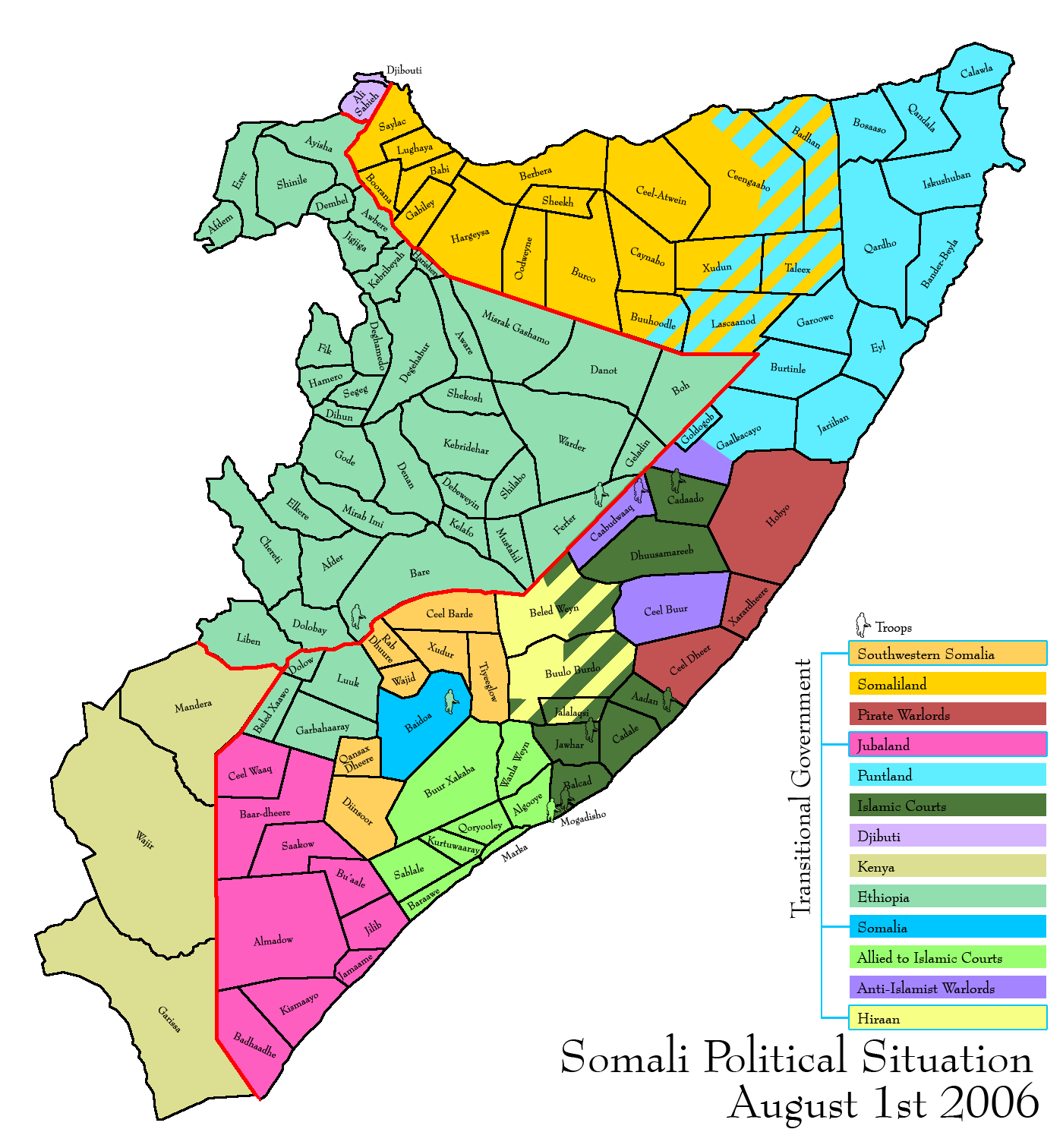
1 d'agost del 2006
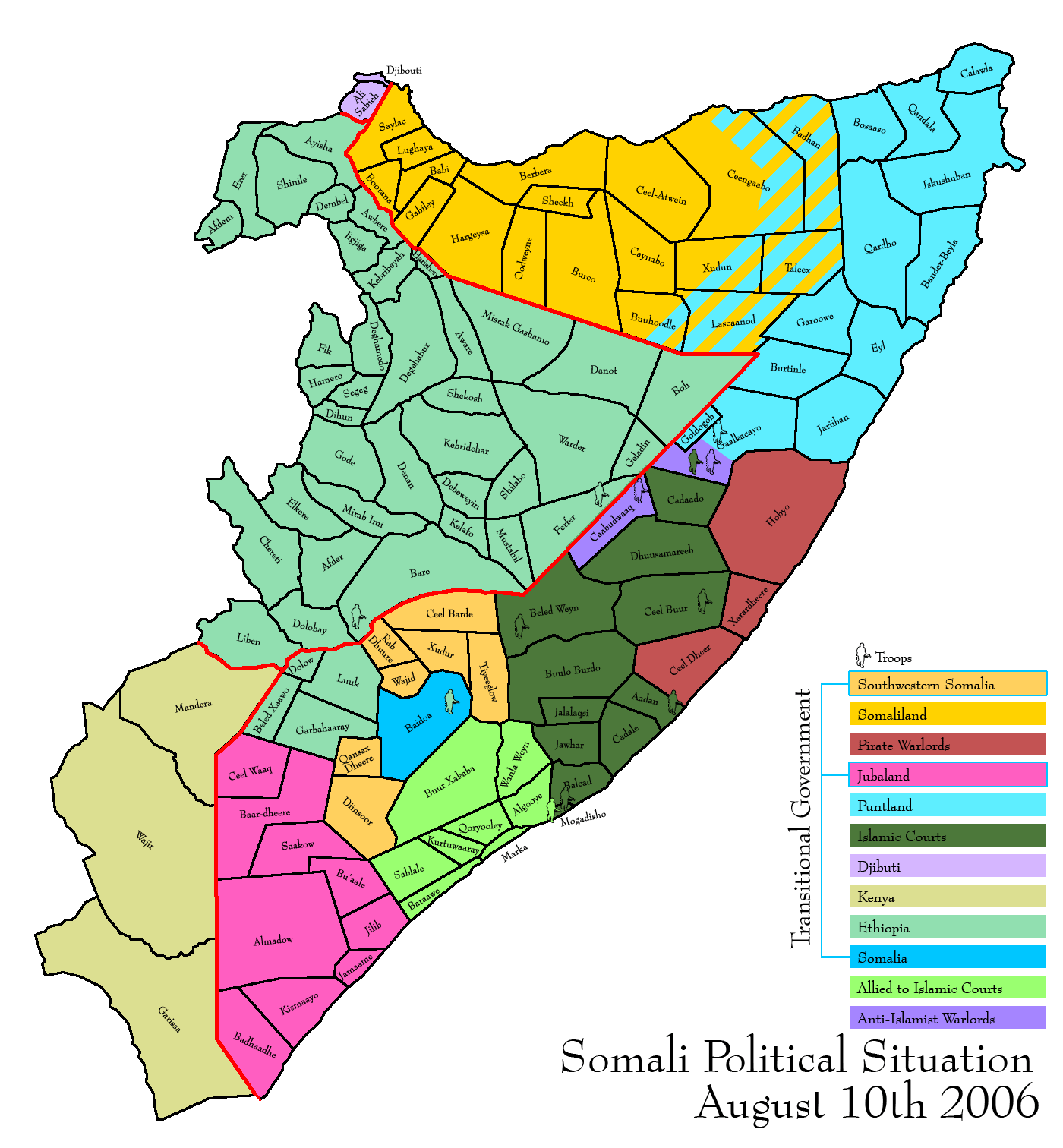
10 d'agost del 2006
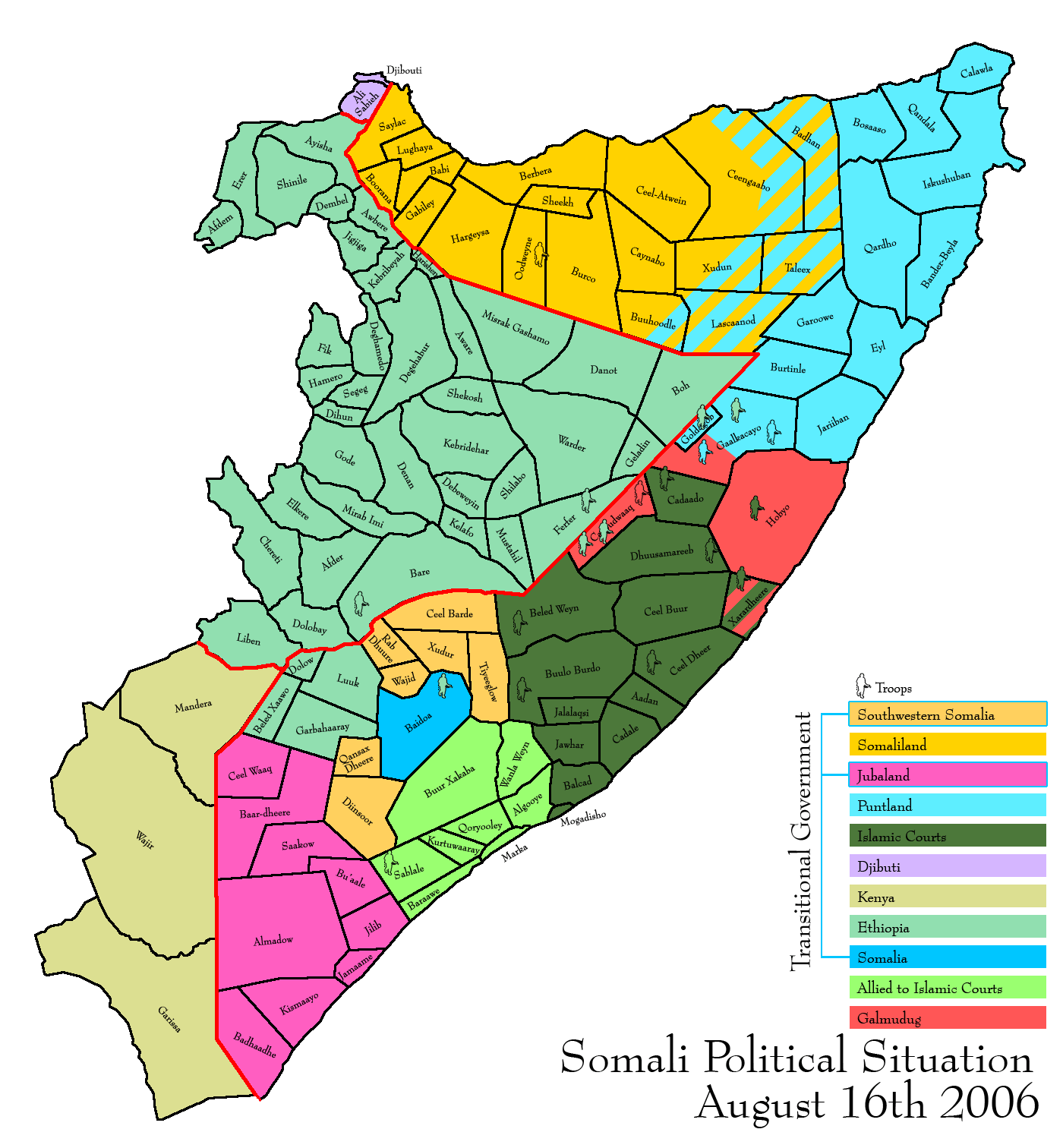
16 d'agost del 2006
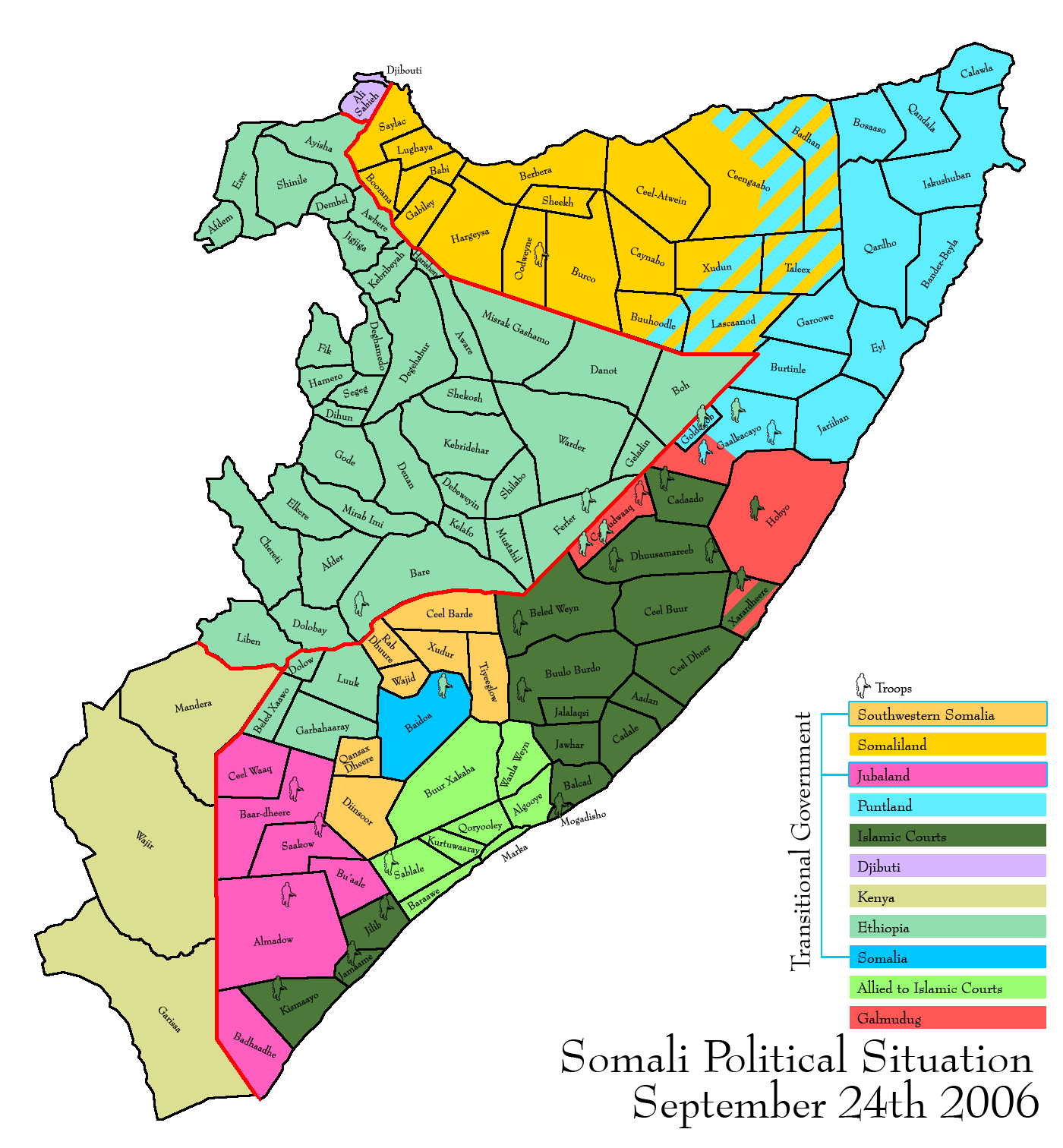
24 de setembre del 2006
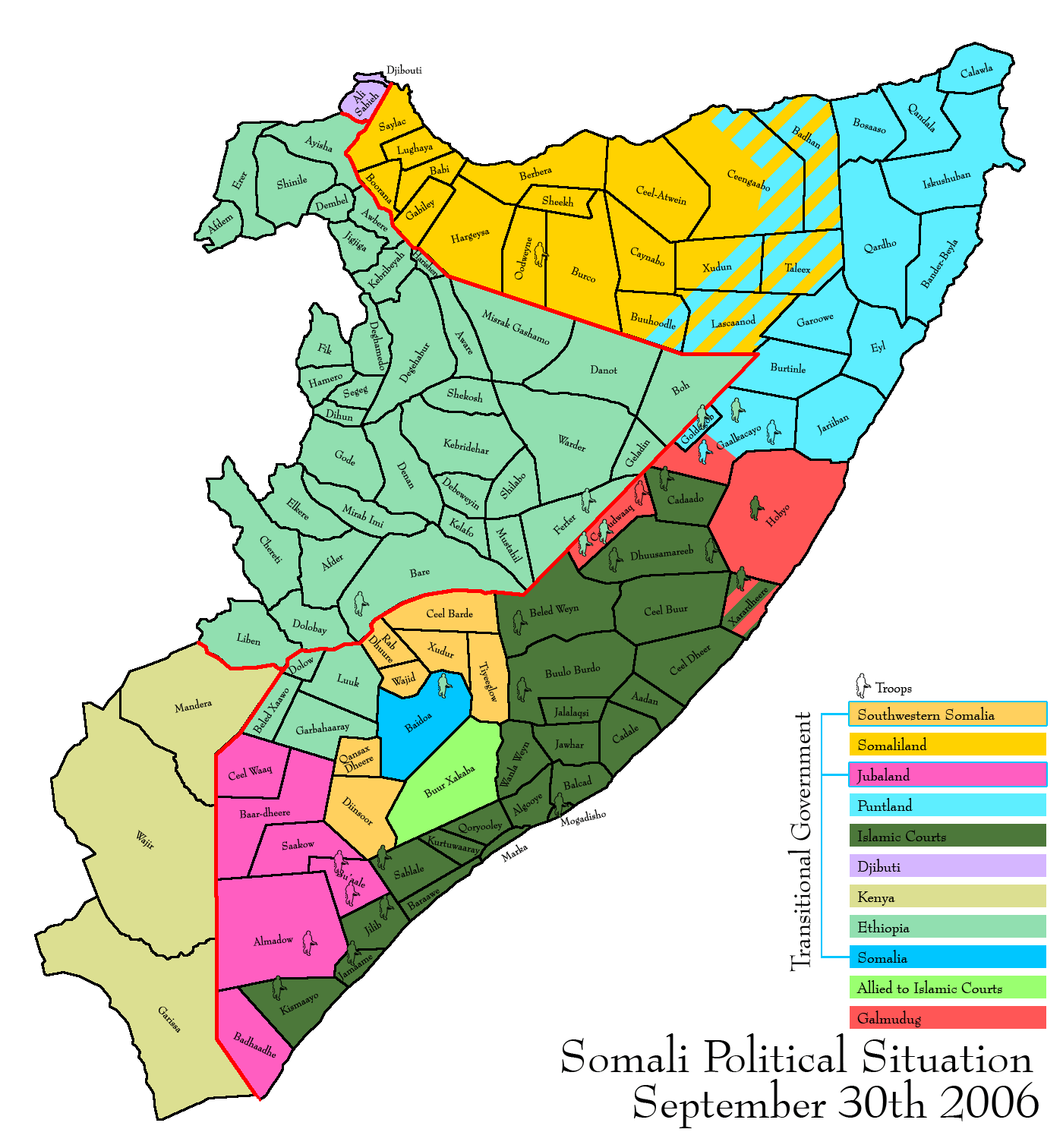
30 de setembre del 2006
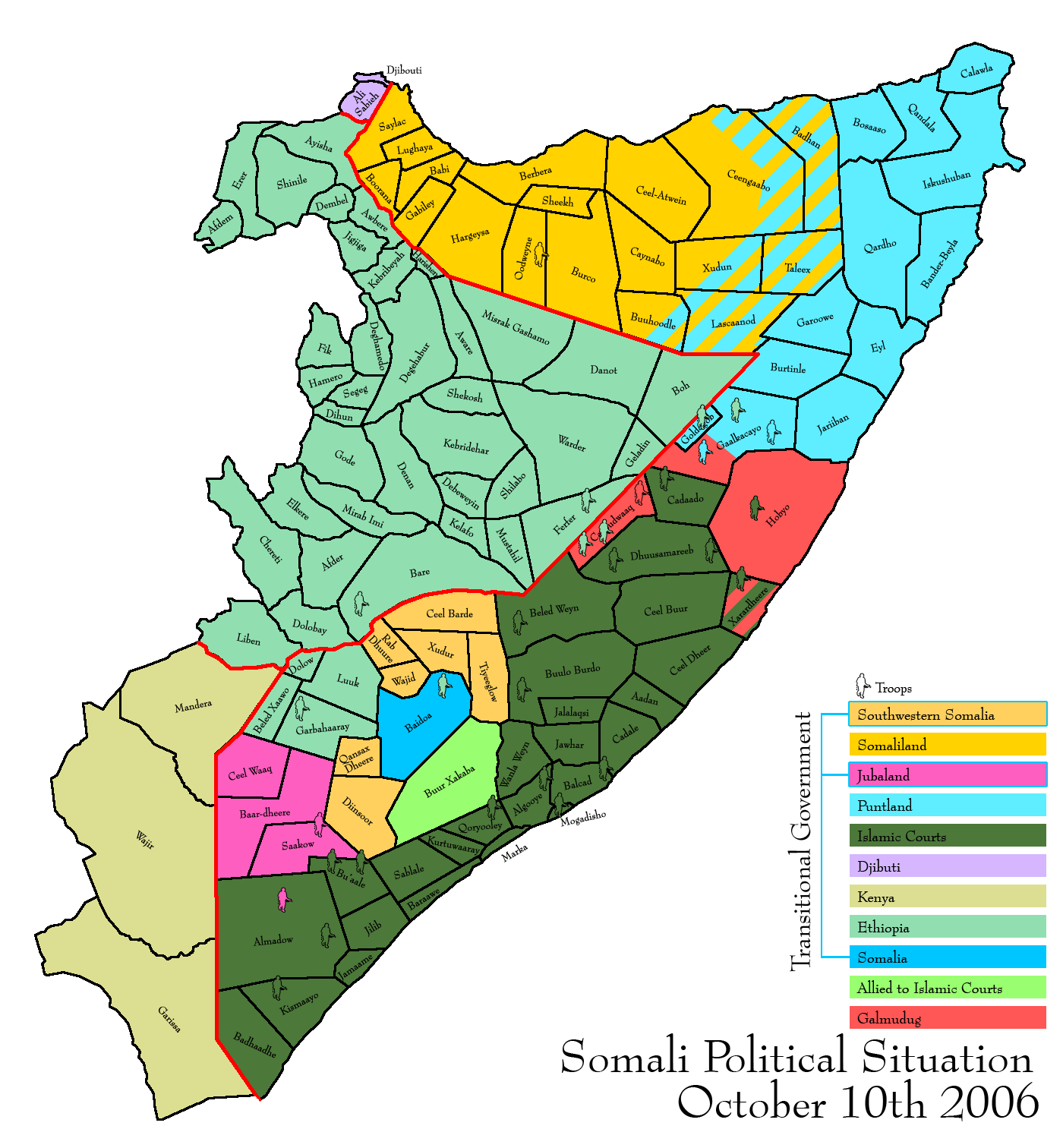
10 d'octubre del 2006
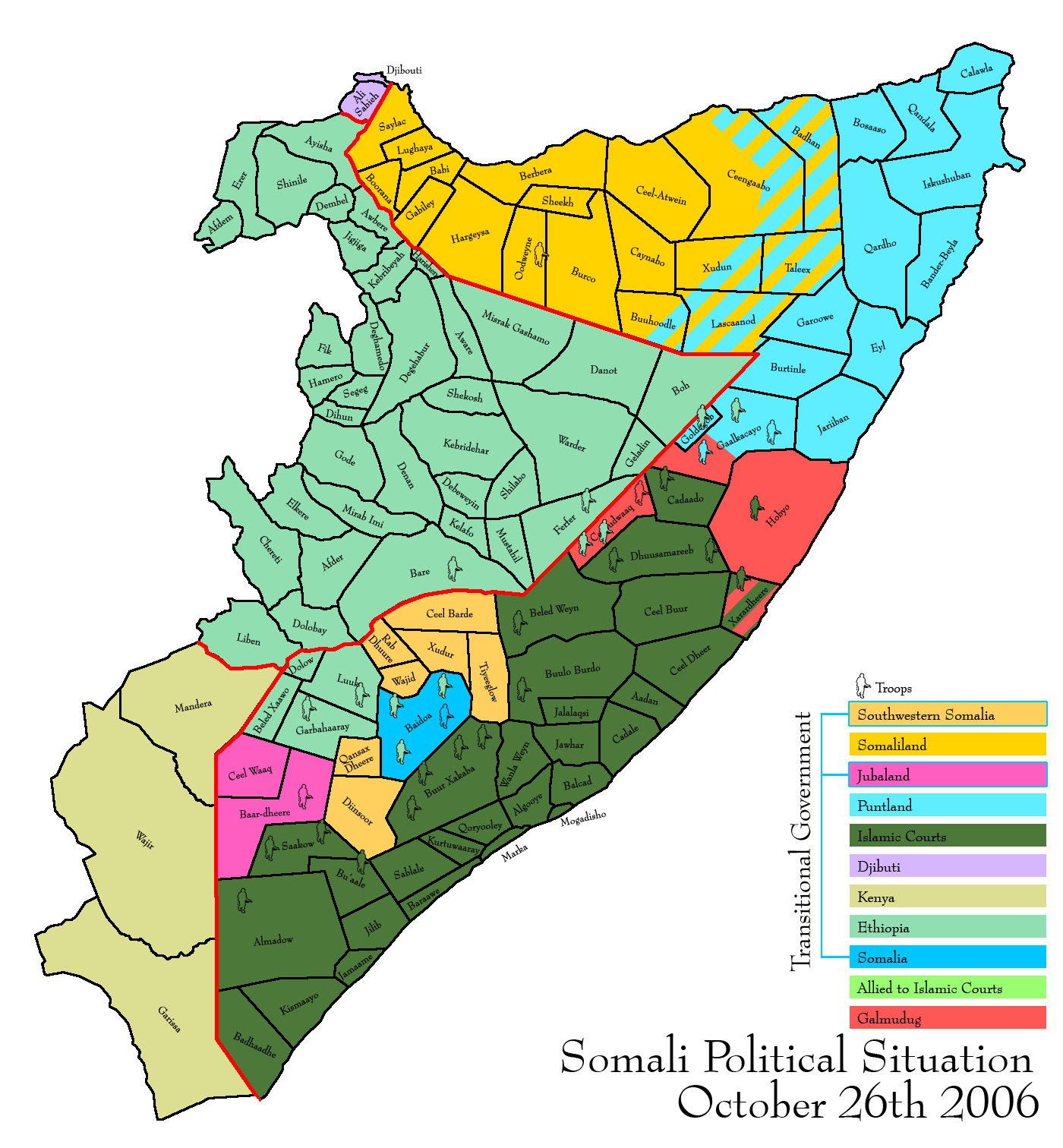
26 d'octubre del 2006
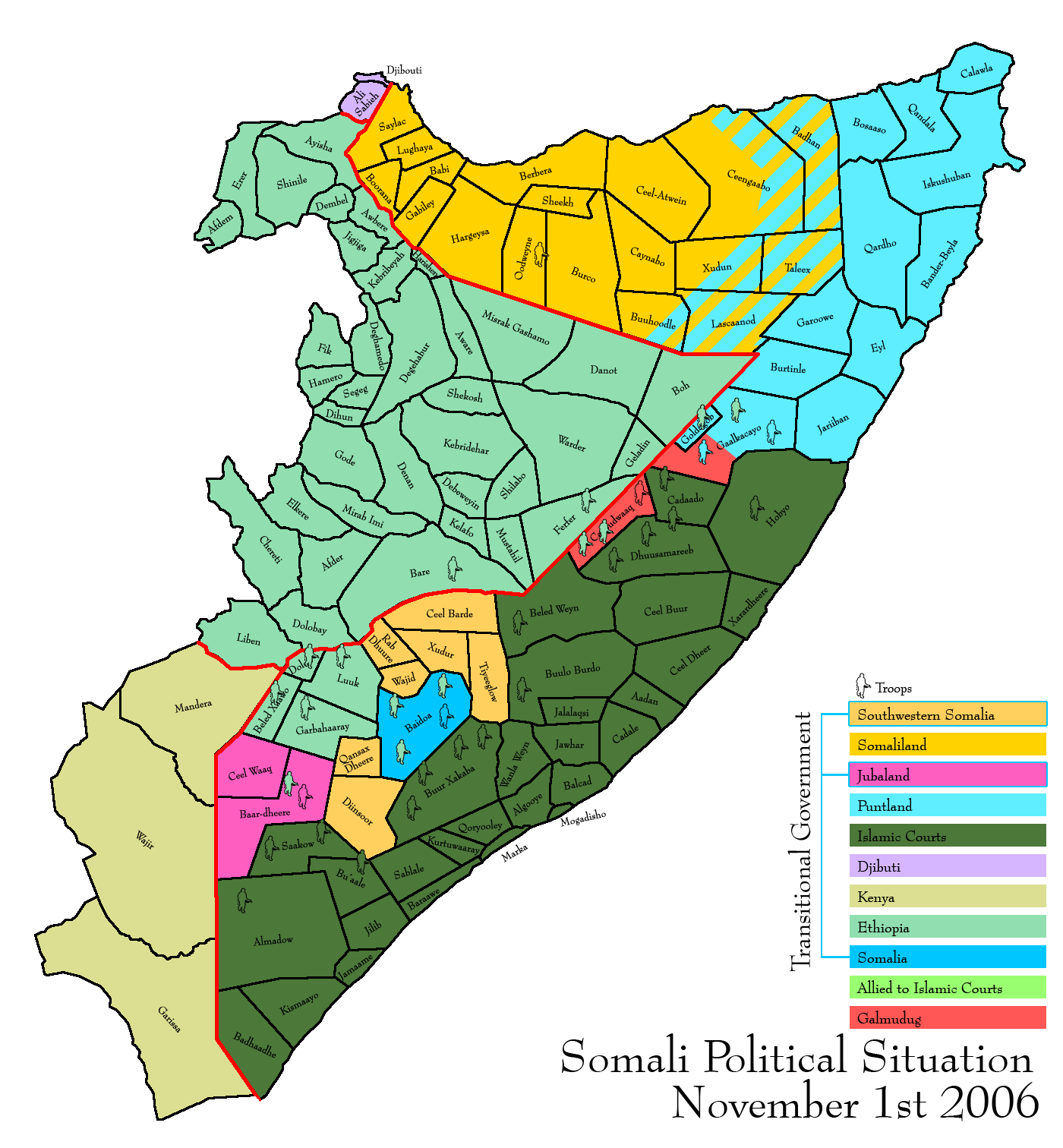
1 de novembre del 2006
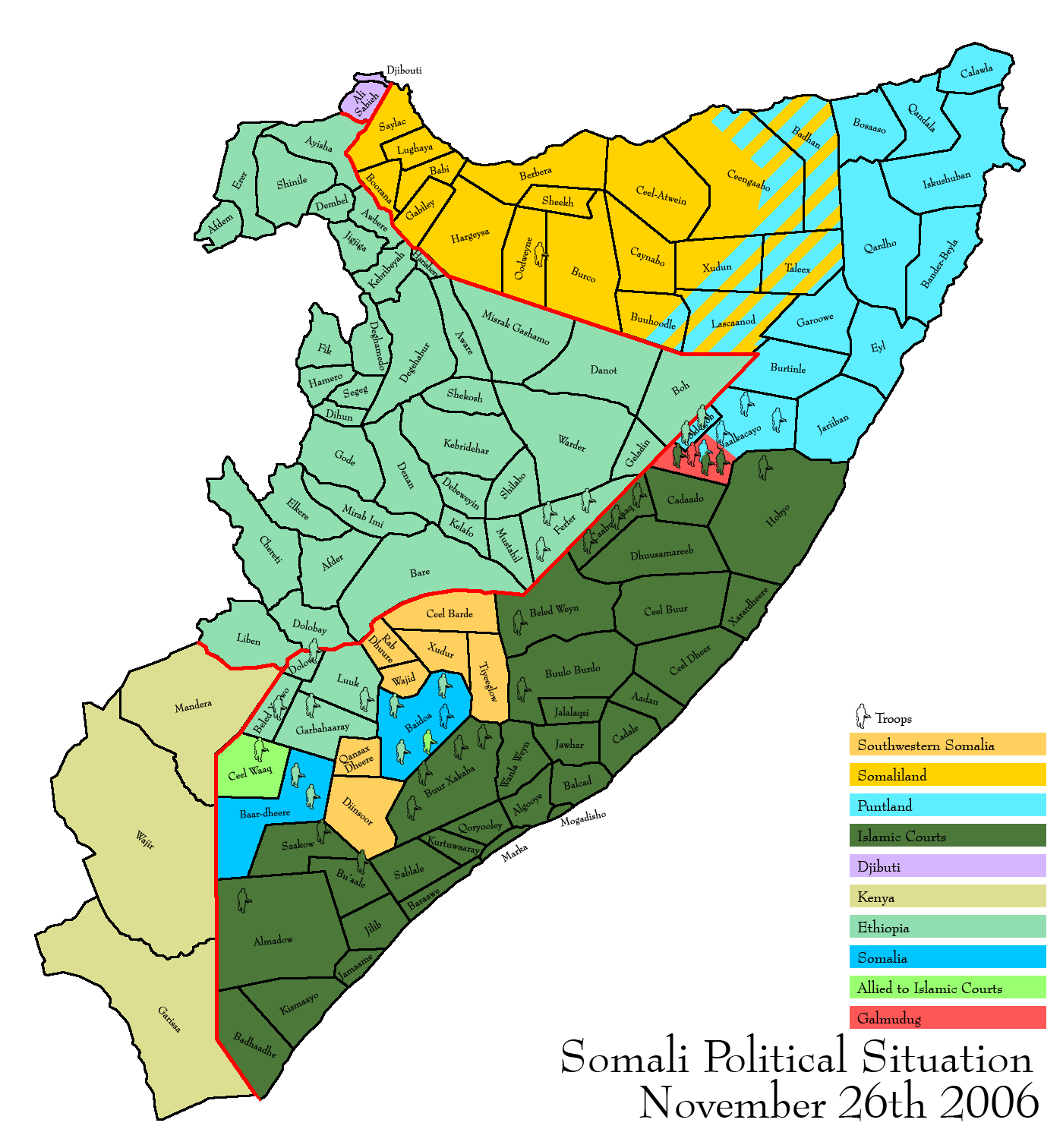
26 de novembre del 2006
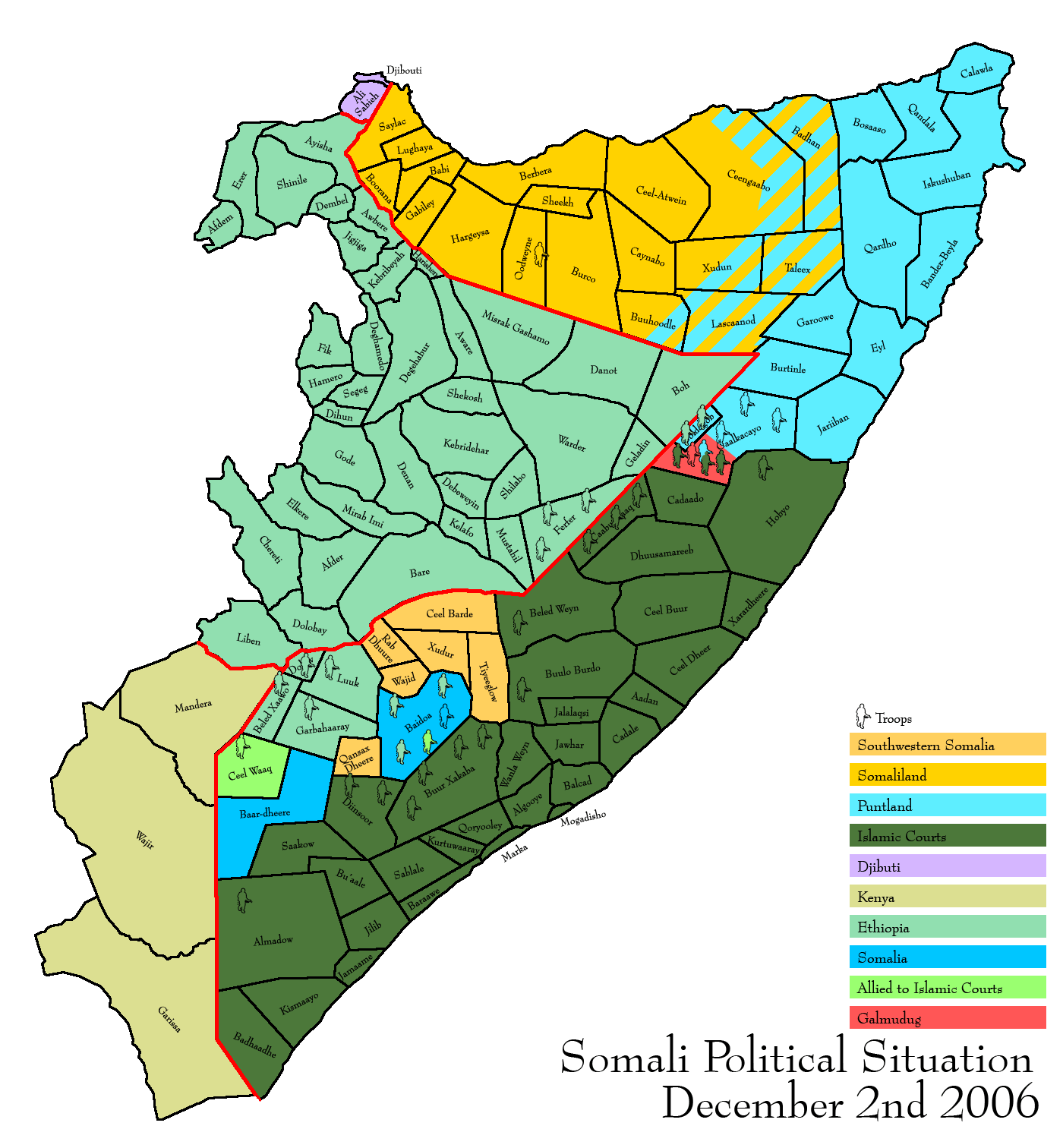
2 de desembre del 2006
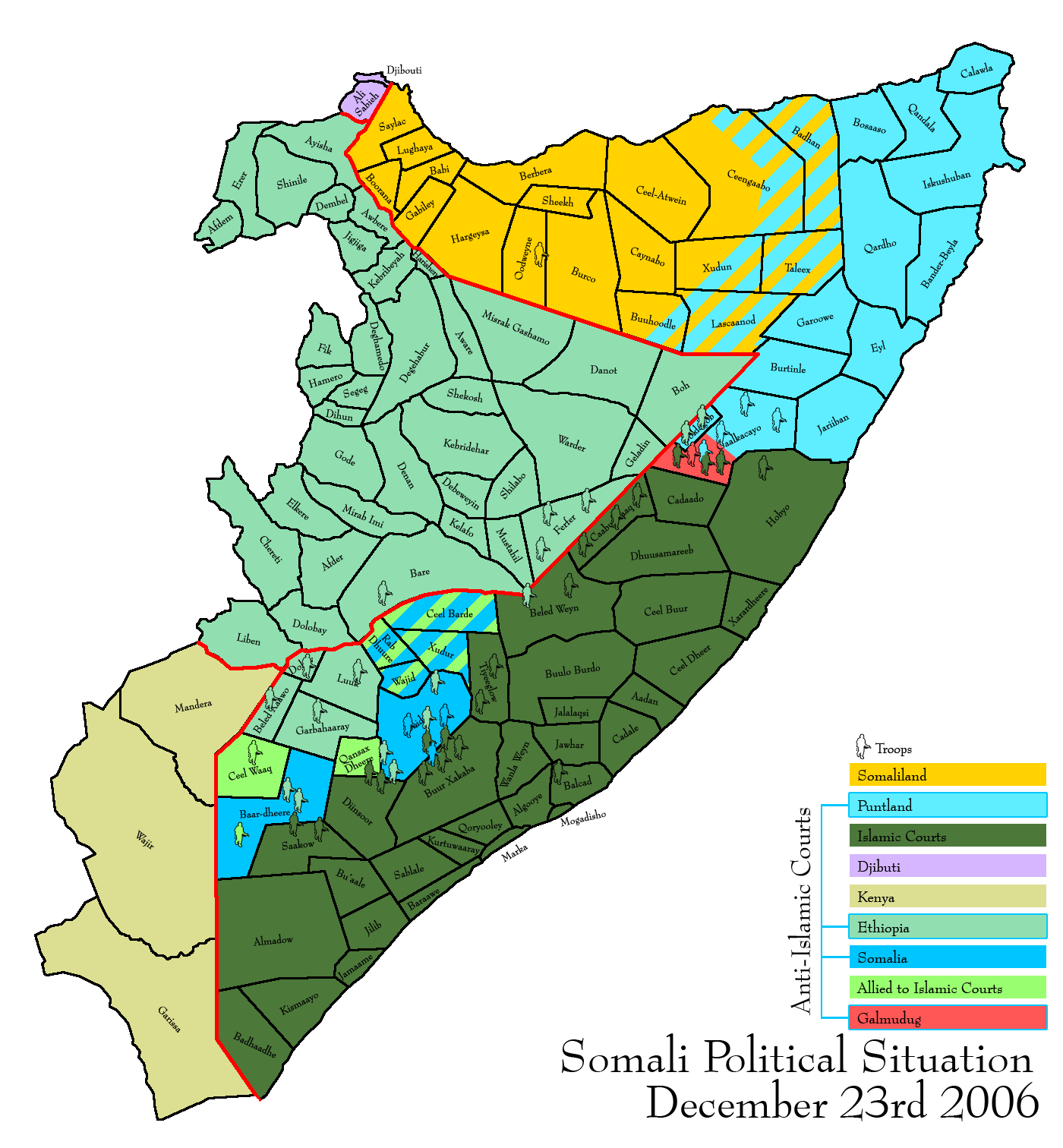
23 de desembre del 2006
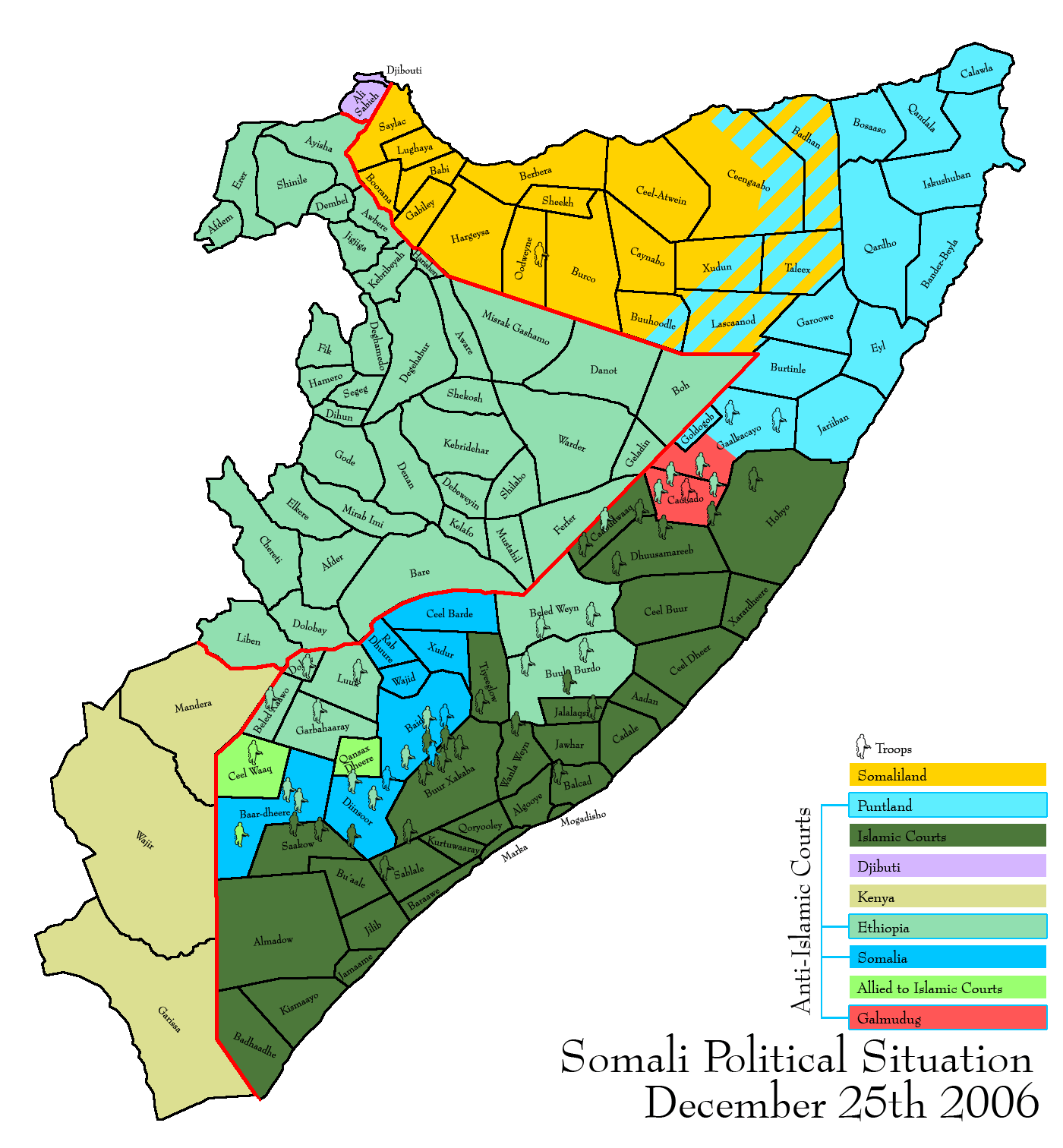
25 de desembre del 2006
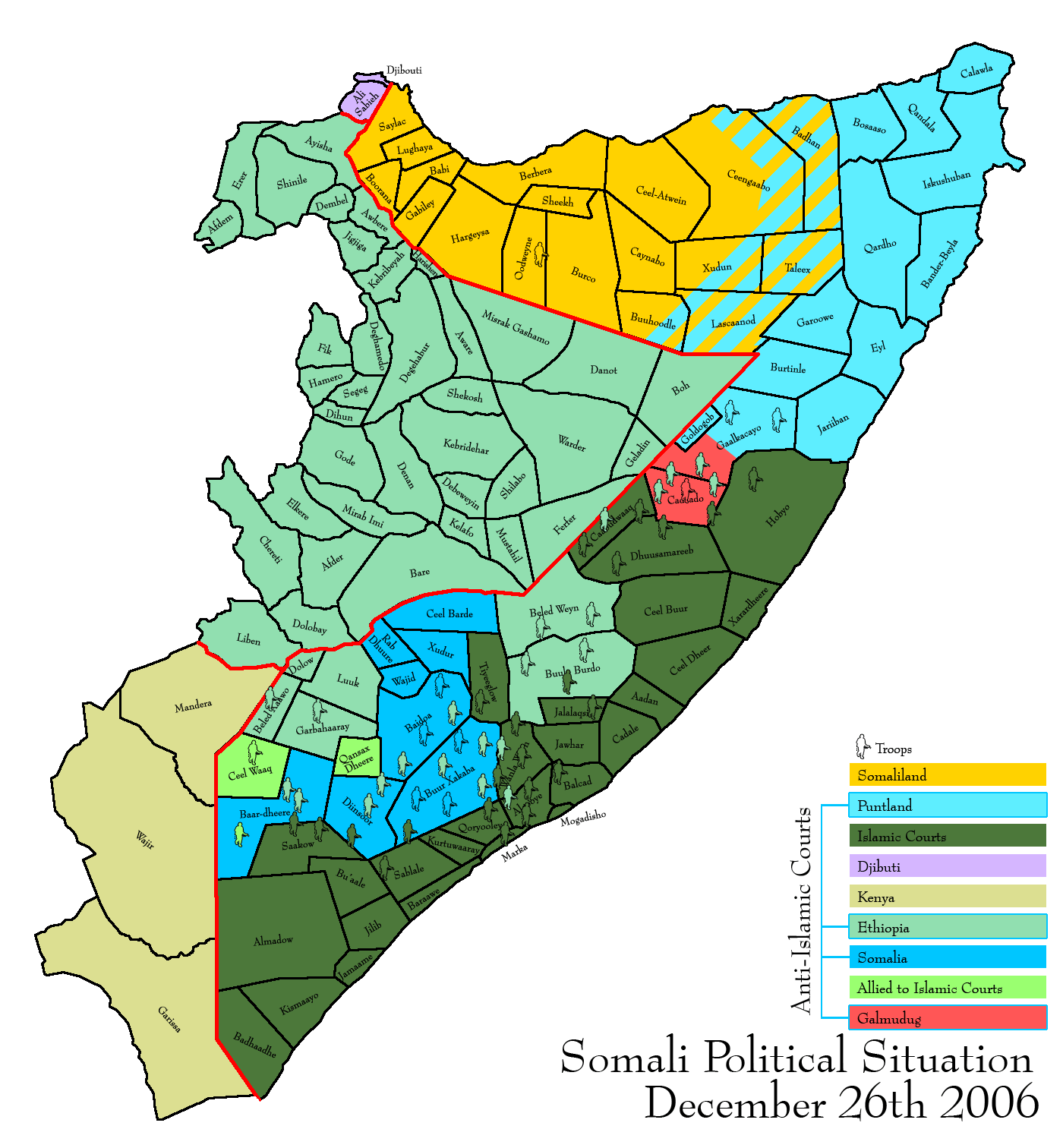
26 de desembre del 2006
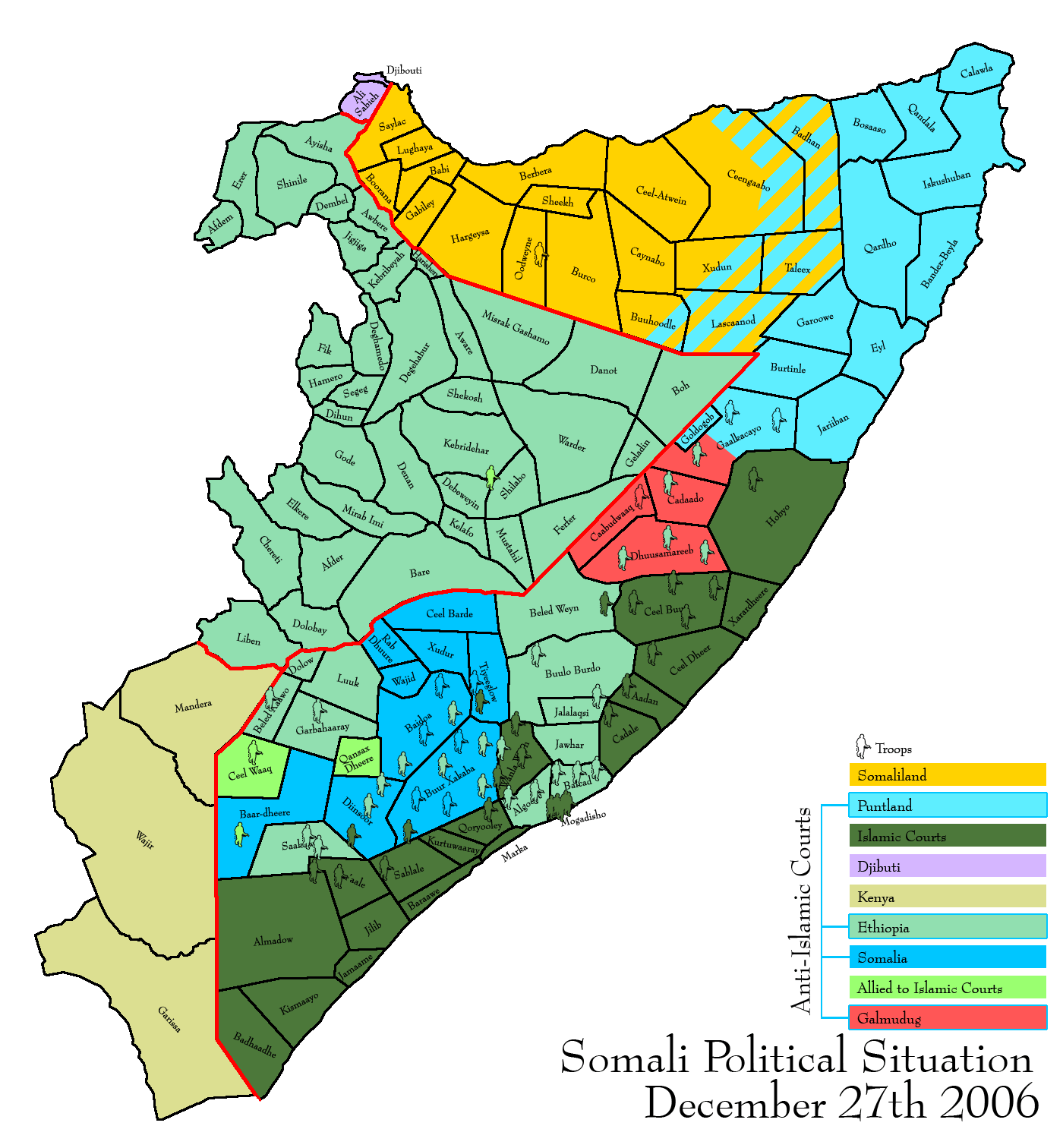
27 de desembre del 2006